# Wishkah
La Wishkah est un affluent de la Chehalis (en), dans l'État américain de Washington.

## Géographie
Mesurant environ 64 km de long, elle coule dans le comté de Grays Harbor et se jette dans la Chehalis à Aberdeen.

## Personnalités liées
Kurt Cobain, le meneur du groupe grunge Nirvana, passa beaucoup de temps au bord de cette rivière, entre autres, pour fuir des disputes familiales entre ses parents.
La légende voudrait que le chanteur ait dormi un certain temps sous l'un de ses ponts, le Young Street Bridge (en), ce qui lui aurait inspiré la chanson Something in the Way de leur album Nevermind.
À la mort de Kurt Cobain en 1994, son corps fut incinéré et un tiers de ses cendres, dispersé dans la Wishkah.

## Tourisme et patrimoine

### Dans la culture populaire

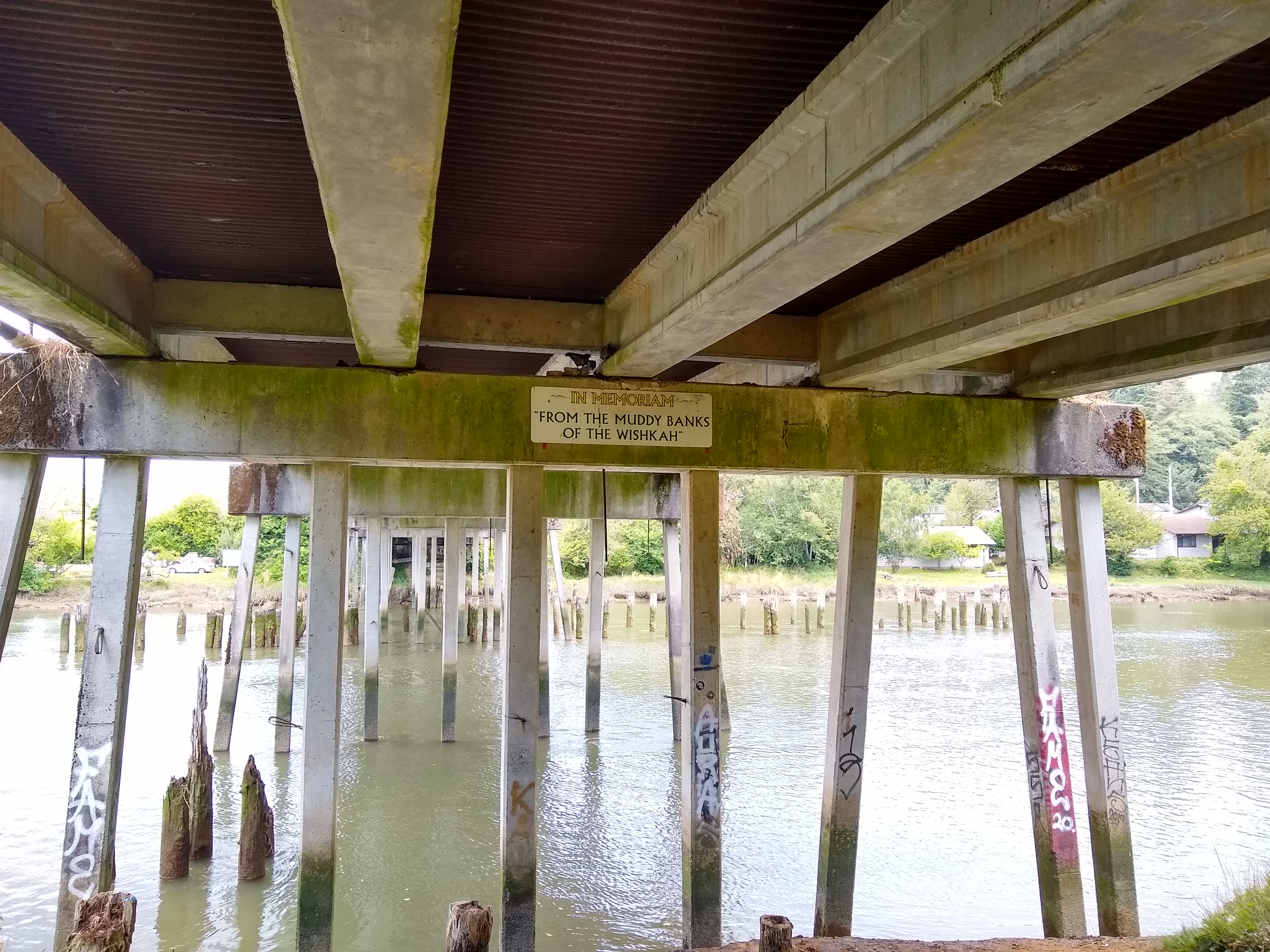
Mémorial Nirvana de la rivière susnommée sous le d'Aberdeen, Washington (États-Unis). La mention sur la plaque fait référence à une compilation posthume éponyme du groupe.

Un album posthume de Nirvana, From the Muddy Banks of the Wishkah, fait référence à cette rivière. Une plaque commémorative fut installée sous le Young Street Bridge (en).

### Patrimoine culturel

Statue en hommage à Kurt Cobain à proximité de la rivière. La mention sur la plaque fait référence à Come as You Are, célèbre chanson de son groupe.

En hommage à la carrière musicale de Kurt Cobain, la ville d'Aberdeen érigea à proximité du même pont et de la Wishkah, un monument d'environ 3,96 m en forme d'imposante statue de guitare électrique et signé au 5 avril 2011, date anniversaire de la mort du musicien.
En 2015, un parc mémorial Kurt Cobain (en) fut également créé à proximité.

### Patrimoine culturel immatériel
Lieu de pèlerinage pour les amateurs de Nirvana, les murs du Young Street Bridge (en) sont entièrement recouverts de graffittis inspirés du groupe ainsi que de son chanteur.